# Saint-Laurent-le-Minier
Saint-Laurent-le-Minier ist eine französische Gemeinde im Département Gard der Region Okzitanien, die Einwohnerzahl beträgt 371  (Stand 1. Januar 2022).

## Geographie
Saint-Laurent-le-Minier liegt am Südrand der Cevennen im Tal des Flusses Vis. Bekannt ist die Gemeinde durch eine U-förmige künstliche Kaskade des Flusses (Cascade de la Vis).

## Bevölkerungsentwicklung

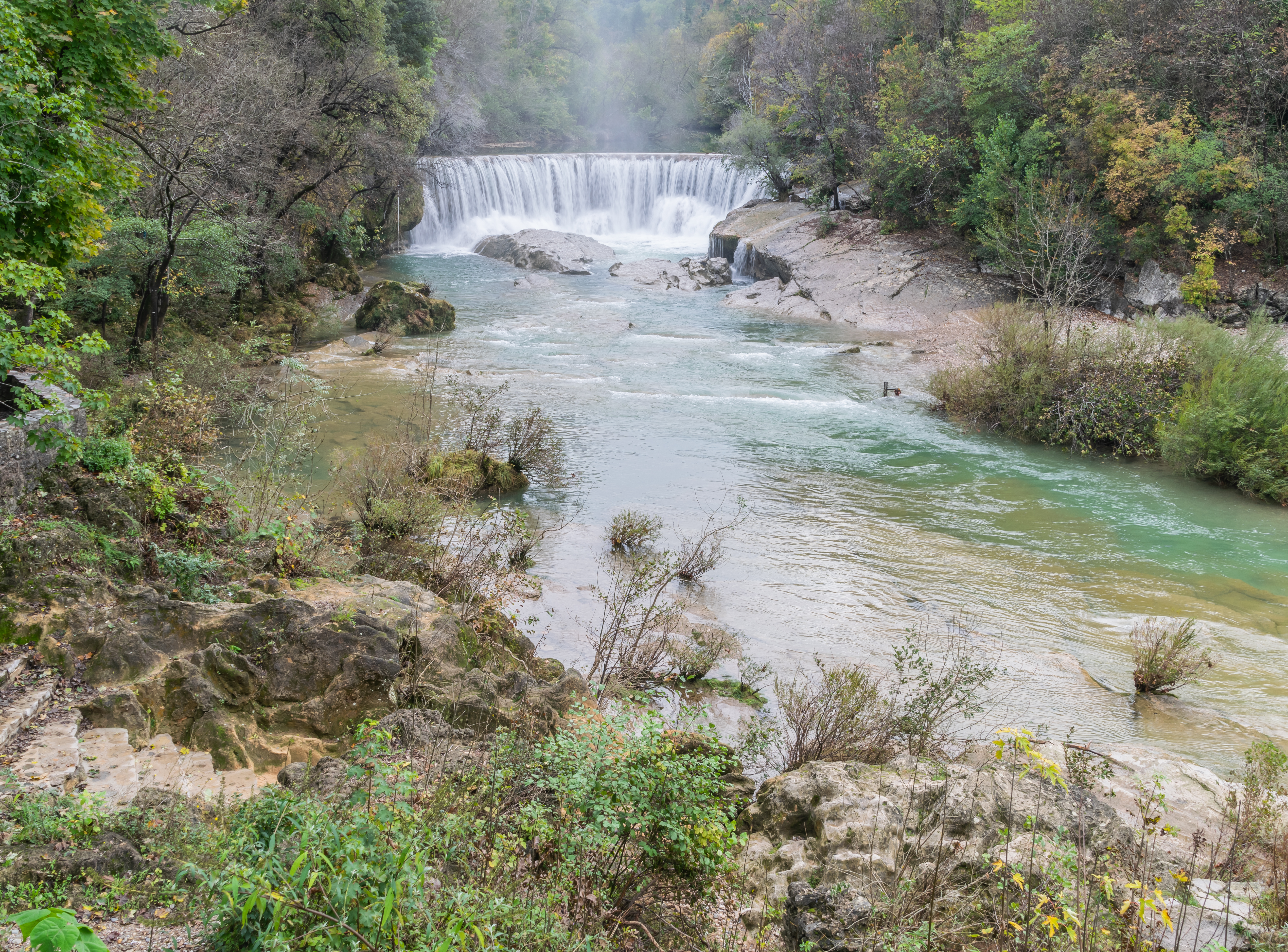
Cascade de la Vis

| Jahr                       | 1962 | 1968 | 1975 | 1982 | 1990 | 1999 | 2010 | 2017 |
| Einwohner                  | 603  | 610  | 448  | 384  | 340  | 362  | 365  | 341  |
| Quellen: Cassini und INSEE |      |      |      |      |      |      |      |      |